# Sopal
Società Partecipazioni Alimentari - Sopal S.p.A. era una azienda agroalimentare italiana controllata da MCS, gruppo EFIM. Operava principalmente nel settore ittico e delle carni, curando l'approvvigionamento della materia prima, la trasformazione e la commercializzazione.

## Storia
Sopal è stata fondata nel 1971 come holding capofila Efim per il settore agroalimentare per garantire l'approvvigionamento dei prodotti alimentari ad alto contenuto proteico e con il fine sia di garantire lavoro alle nostre industrie di trasformazione, sia di ridurre gli oneri valutari delle importazioni.
Nel 1985 è alla guida di un gruppo di 21 aziende, molte di piccole dimensioni e in liquidazione, per un fatturato di 343 miliardi di lire ed una perdita di 80 miliardi. Secondo quanto riferito all'epoca da La Repubblica, il punto forte di Sopal è l'approvvigionamento di pesce e l'acquacoltura, attività che hanno buona struttura produttiva; tra le società del gruppo Sopal si annoverano Panafin, che copriva il 35% del fabbisogno nazionale di pesce (venduta alla famiglia Panati), Tri Marine che importava il 25% del tonno italiano e aveva il 2.5% del mercato mondiale (anch'essa poi privatizzata), Albacora controllava il 20% delle importazioni italiane di prodotti ittici conservati. 
Tuttavia, la sua debolezza risiedeva nella commercializzazione dei suoi prodotti, non avendo Sopal una propria rete di distribuzione; la carenza di una adeguata struttura commerciale era già nota al momento della nascita di Sopal, motivo per cui contestualmente venne creata Cidac, acronimo di Compagnia Italiana Distribuzione Alimenti Conservati, che avrebbe dovuto porvi rimedio. Si era parlato di una alleanza con la finanziaria alimentare di IRI, SME, ma il piano non era poi riuscito a concretizzarsi anche in considerazione della privatizzazione di SME.
A causa della crisi finanziaria dell'EFIM, Sopal e le sue controllate vengono cedute o dismesse nel 1985.

## Il gruppo
Al momento della sua costituzione, Sopal controllava tre subholding, Alco, Frigodaunia, Cidac:
- Alco, per il tonno in scatola, deteneva a sua volta Irpinia Carni (ceduta poi a Cremonini[8]), Albacora, Alco Tridentina, Alco Coltman, Alco Lebensmittelvertrieb, Sitarp, Tri Marine, Agrifanto.

- Cidac, per le carni in scatola e le conserve, raggruppava Colombani (Portomaggiore), produzione di salse di pomodoro, conserve e succhi di frutta a marchio Jolly Colombani (transitata poi in Federconsorzi[9]), Emco, Lusuco, Incode, Agind.

- Frigodaunia (Foggia) (venduta ad Ortofrutta-Agrigel[10]), produzione di alimenti surgelati, possedeva il brand Surgelati Brina, La Pescara e L'Aurunca.

Successivamente sono entrate nel gruppo anche Terme di Recoaro (Recoaro Terme), conferita all'EFIM nel 1978 ed attiva nell'imbottigliamento di acqua minerale, l'Acqua Recoaro (passate poi a Giacomo Ciarrapico) ed Ittica Ugento (Ugento), specializzata nell'acquacoltura.

## Fonti
- senato.it